# Mattias (tysk-romersk kejsare)
Mattias, ty. Matthias, född 24 februari 1557, död 20 mars 1619, ståthållare i Nederländerna 1578–1581, tysk-romersk kejsare från 1612, som Mattias II (ungerska Mátyás II) kung av Ungern 1608–1618 och kung av Böhmen 1611–1617. 

## Biografi
Mattias var tredje son till Maximilian II och Maria av Habsburg (dotter till kejsar Karl V), bror till Rudolf II, kusin till Ferdinand II. Han gifte sig 1611 med sin tjugoåtta år yngre kusin Anna, dotter till ärkehertig Ferdinand II av Tyrolen. Äktenskapet blev barnlöst.
Under sin bror kejsar Rudolfs sinnessjukdom blev han den verklige ledaren för huset Habsburgs politik och 1612 efterträdde han denne som kejsare. Han försökte föra en försonlig politik gentemot protestanterna.
Mattias lät bygga den jaktstuga som sedermera skulle bli slottet Schönbrunn.
Mattias avled 1619, 62 år gammal tre månader efter sin gemåls bortgång, och efterträddes av sin kusin Ferdinand II.